# Þórir Hergeirsson

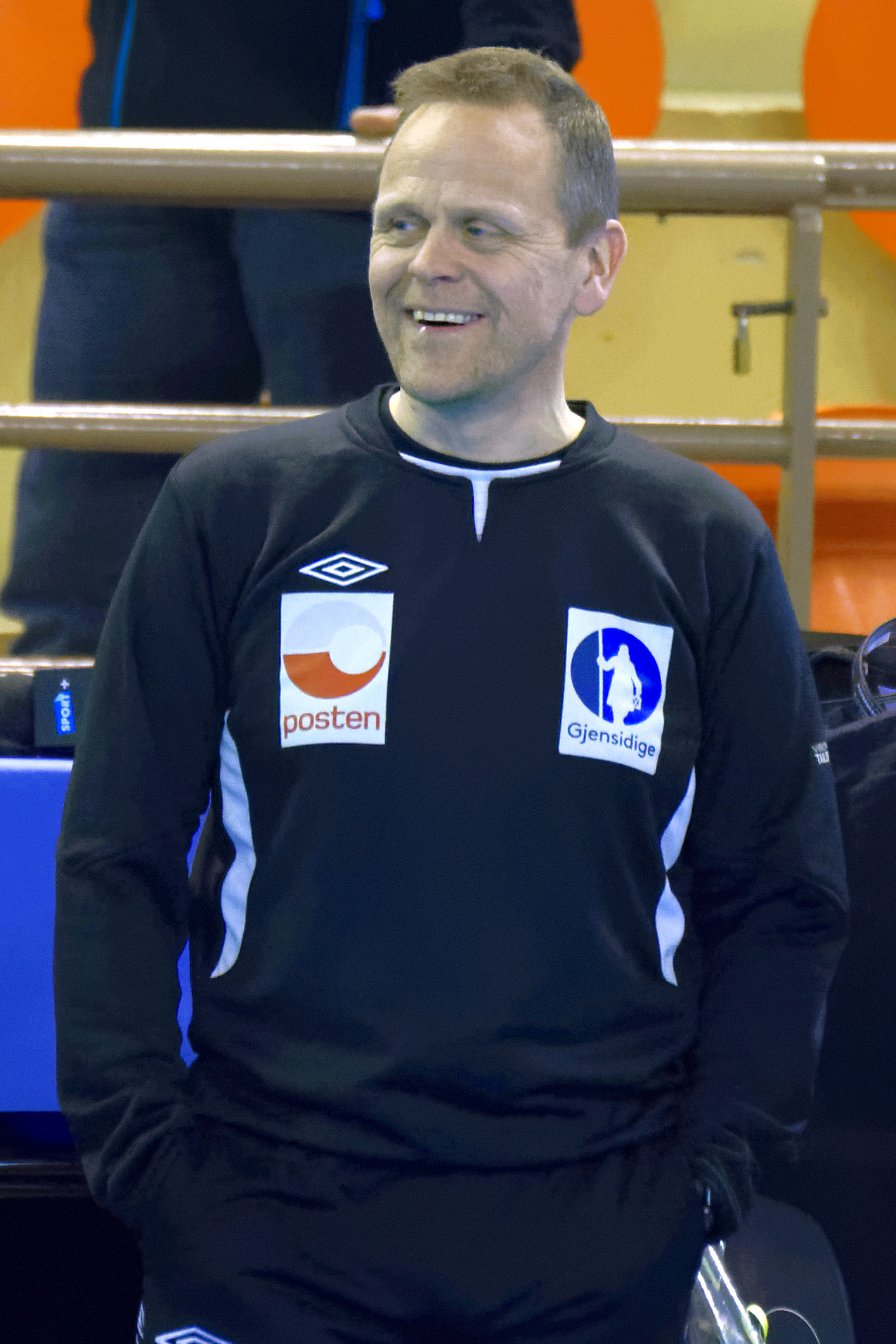
Þórir Hergeirsson (2015)

Þórir Hergeirsson (* 27. April 1964 in Selfoss, Island) ist ein isländischer Handballtrainer, der seit 2009 die norwegische Frauen-Nationalmannschaft trainiert.
Hergeirsson kam im Jahr 1986 nach Norwegen, um dort an der NIH (Norges idrettshøgskole) zu studieren. In Norwegen war seine erste Trainerstation das Juniorenteam von  Fredensborg/Ski. Anschließend trainierte er von 1989 bis 1994 die Männermannschaft von Elverum Håndball und übernahm daraufhin für zwei Jahre den Trainerposten der Frauenmannschaft von Gjerpen Håndball. 1999 trainierte er Nærbø IL.
Hergeirsson trainierte zwischen 1994 und 2001 den weiblichen Nachwuchs der norwegischen Nationalmannschaft. Anschließend wurde er Co-Trainer der norwegischen Frauen-Nationalmannschaft, die damals von Marit Breivik trainiert wurde. Im April 2009 trat er die Nachfolge von Breivik an. Norwegen gewann unter seiner Leitung 2010, 2014, 2016, 2020, 2022 und 2024 die Europameisterschaft, 2011, 2015 und 2021 die Weltmeisterschaft sowie 2012 und 2024 die Olympischen Spiele. Ende des Jahres 2024 beendete er seine Tätigkeit als norwegischer Nationaltrainer. Seit dem Mai 2025 ist er beim isländischen Handballverband als professioneller Berater im Leistungsbereich tätig.
Þórir Hergeirsson wurde 2011, 2012, 2014, 2015 und 2016 zum IHF-Welttrainer des Jahres gekürt. Vom isländischen Verband der Sportjournalisten wurde er 2021 und 2022 zum Trainer des Jahres gewählt. Im Januar 2023 wurde er bei der norwegischen Sportgala Idrettsgallaen als „Trainer des Jahres“ ausgezeichnet.
Seine Tochter Maria Thorisdottir läuft für die norwegische Fußballnationalmannschaft auf.